# Kronprinzenpokal 1909/10
Der Kronprinzenpokal 1909/10 war die zweite Auflage des Fußball-Pokalwettbewerbs, in dem die Auswahlmannschaften der Regionalverbände des Deutschen Fußball-Bundes gegeneinander antraten. Sieger wurde zum ersten Mal die Auswahl Süddeutschlands, die das Finale gegen Berlin gewann.

## Teilnehmende Verbände
| Nordostdeutschland | Baltischer Rasen- und Wintersport-Verband |
| Südostdeutschland  | Südostdeutscher Fußball-Verband           |
| Berlin             | Verband Berliner Ballspielvereine         |
| Mark               | Märkischer Fußball-Bund                   |
| Mitteldeutschland  | Verband Mitteldeutscher Ballspiel-Vereine |
| Norddeutschland    | Norddeutscher Fußball-Verband             |
| Westdeutschland    | Westdeutscher Spiel-Verband               |
| Süddeutschland     | Verband Süddeutscher Fußball-Vereine      |

## Viertelfinale
| Paarung            | Paarung | Paarung           | Ergebnis  | Datum            | Ort                                                     | Zuschauer | Tore |
| ------------------ | ------- | ----------------- | --------- | ---------------- | ------------------------------------------------------- | --------- | --- |
| Süddeutschland     | –       | Westdeutschland   | 3:0 (2:0) | 10. Oktober 1909 | Mannheim, Platz der MFG 1896 an den Brauereien          | 2000      | 1:0 Förderer (4.), 2:0 Kipp (38.), 3:0 Förderer (67.)                                                                                            |
| Norddeutschland    | –       | Mitteldeutschland | 2:5 (1:1) | 10. Oktober 1909 | Braunschweig, Eintracht-Platz an der Helmstedter Straße | 3000      | unbekannt (2), Blüher (2), Dittel (2), Schulze                                                                                                   |
| Berlin             | –       | Mark              | 5:2 (1:1) | 10. Oktober 1909 | Berlin-Mariendorf, Union-Platz                          | 2000      | 1:0 Köckeritz (?.), 1:1 Rohde (37.), 2:1 Dutton (?.), 2:2 Hirth/Eigentor (?.), 3:2 Dutton (?.), 4:2 Worpitzky (?., Elfmeter), 5:2 Worpitzky (?.) |
| Nordostdeutschland | –       | Südostdeutschland | 0:4 (0:3) | 17. Oktober 1909 | Posen                                                   | 400       | 0:1 Noack (?.), 0:2 Noack (?.), 0:3 Kreissig (35.), 0:4 unbekannt (?.)                                                                           |

## Halbfinale
| Paarung           | Paarung | Paarung           | Ergebnis  | Datum             | Ort                                     | Zuschauer | Tore |
| ----------------- | ------- | ----------------- | --------- | ----------------- | --------------------------------------- | --------- | --- |
| Südostdeutschland | –       | Berlin            | 1:9 (1:6) | 14. November 1909 | Breslau, Platz des SC Schlesien         | 2500      | 0:1 Thiel (11.), 1:1 Oppel (14.), 1:2 Droz (22.), 1:3 Droz (30.), 1:4 Worpitzky (33.), 1:5 Droz (42.), 1:6 Dutton (45.), 1:7 Dutton (?.), 1:8 Droz (?.), 1:9 Droz (?.) |
| Süddeutschland    | –       | Mitteldeutschland | 6:2 (4:1) | 14. November 1909 | Nürnberg, Platz des 1. FCN in Schweinau | unbek.    | 1:0 Breunig (5., Elfmeter), 1:1 Schulze (?.), 2:1 Förderer (?.), 3:1 Förderer (20.), 4:1 Löble (40.), 4:2 Dittel (50.), 5:2 Philipp (65.), 6:2 Unfried (75.)           |

## Finale
| Paarung        | Berlin – Süddeutschland |
| Ergebnis       | 5:6 (1:3, 4:4, 4:4, 5:5) n. V. |
| Datum          | 10. April 1910 |
| Stadion        | Viktoria-Platz, Mariendorf (bei Berlin) |
| Zuschauer      | 4000 |
| Schiedsrichter | Bartels (Hannover) |
| Tore           | 1:0 Worpitzky (?.), 1:1 Breunig (?., Elfmeter), 1:2 Wegele (?.), 1:3 Schmidt (?., Eigentor), 1:4 Löble (?.), 2:4 Dutton (?.), 3:4 Worpitzky (80.), 4:4 Worpitzky (?., Elfmeter), 4:5 Förderer (?.), 5:5 Worpitzky (139.). 5:6 Löble (142.) |
| Berlin         | Christian Schmidt (BFC Concordia 1895) – Alfred Gelbhaar (BFC Preussen), Oskar Hensel (SC Minerva 93 Berlin) – Ernst Poetsch (BTuFC Union 1892), Waldemar Köckeritz (BFC Hertha 1892), Fritz Schulz (BFC Hertha 1892) – Erich Kirsten (SC Minerva 93 Berlin), Otto Dumke (BTuFC Viktoria 1889), Willi Worpitzky (BTuFC Viktoria 1889), Edwin Dutton (BFC Preussen), Otto Thiel (BFC Preussen) |
| Süddeutschland | Werneck (FA Wacker 1903 des SC Monachia) – Otto Nicodemus (SV Wiesbaden), Ernst Karth (Karlsruher FC Phönix) – Karl Burger (SpVgg Fürth), Max Breunig (Karlsruher FV), Hans Krebs (FC Kickers Stuttgart) – Karl Wegele (Karlsruher FC Phönix), Fritz Förderer (Karlsruher FV), Otto Löble (FC Kickers Stuttgart), Eugen Kipp (Sportfreunde Stuttgart), Ludwig Philipp (1. FC Nürnberg)        |

1. ↑  Nach 120 Minuten wurde ein zweites Mal verlängert (2x10 min.), nach 140 Minuten bis zur Entscheidung weiter gespielt.

## Die Siegermannschaft
Nachfolgend ist die Siegermannschaft mit Einsätzen und Toren der Spieler angegeben.
| Süddeutschland | |
|                | - Tor: Anthes (SV Wiesbaden) (2/-), Werneck (FA Wacker 1903 des SC Monachia) (1/-) - Abwehr: Ernst Hollstein (Karlsruher FV) (1/-), Ernst Karth (Karlsruher FC Phönix) (1/-), Robert Neumaier (Karlsruher FC Phönix) (2/-), Otto Nicodemus (SV Wiesbaden) (2/-) - Mittelfeld: Max Breunig (Karlsruher FV) (3/2), Karl Burger (SpVgg Fürth) (3/-), Hans Krebs (FC Stuttgarter Cickers) (1/-), Gustav Unfried (FC Stuttgarter Cickers) (2/1) - Angriff: Julius Fink (1. FC Pforzheim) (1/-), Fritz Förderer (Karlsruher FV) (3/5), Eugen Kipp (Sportfreunde Stuttgart) (3/1), Otto Löble (FC Stuttgarter Cickers) (3/3), Ludwig Philipp (1. FC Nürnberg) (2/1), Hermann Schweickert (1. FC Pforzheim) (2/-), Karl Wegele (Karlsruher FC Phönix) (1/1) - Trainer: – |

## Erfolgreichster Torschütze
| Spieler         | Verein              | Tore |
| --------------- | ------------------- | ---- |
| Willi Worpitzky | BTuFC Viktoria 1889 | 7    |